# La Manga 2da. Sección
La Manga 2da. Sección är en ort i Mexiko.   Den ligger i kommunen Centro och delstaten Tabasco, i den sydöstra delen av landet, 700 km öster om huvudstaden Mexico City. La Manga 2da. Sección ligger 11 meter över havet och antalet invånare är 1 292.
Terrängen runt La Manga 2da. Sección är mycket platt. Runt La Manga 2da. Sección är det tätbefolkat, med 442 invånare per kvadratkilometer. Närmaste större samhälle är Villahermosa, 7,4 km sydväst om La Manga 2da. Sección. Trakten runt La Manga 2da. Sección består till största delen av jordbruksmark.